# Бременська державна та університетська бібліотека
Бременська державна та університетська бібліотека (нім. Staats- und Universitätsbibliothek Bremen (SUB Bremen або SuUB) — публічна академічна бібліотека, розташована в місті Бремен; є найбільшою бібліотекою регіону. Є центральною бібліотекою для Бременського університету, а також для інших університетів та дослідницьких інститутів землі Бремен. Книжкова колекція налічує понад 3,4 мільйони томів: спеціалізується на журналістиці та ЗМІ. Підтримується владою Вільного ганзейського міста Бремен та виконує функції архівної бібліотеки. Веде свою історію з 1660 року, коли було засновано першу міську «Bibliotheka Bremensis».

## Історія
1628 року юрист-консультант (Syndicus) міської ради Бремена Герлах Буксдорф залишив свої книги у спадок місту. У 1646 році рада придбала книги та рукописи вченого Мельхіора Гольдаста, що збільшило фонди на 2000 томів. У 1660 році фонди були відкриті для широкого загалу як бібліотека «Bibliotheka Bremensis», що розмістилася в домініканському монастирі Святої Катерини.
Бібліотекар Йоган Георг Коль у період між 1863 і 1878 роками склав каталог бібліотеки, а бібліотекар Генріх Бултгаупт ініціював будівництво нової будівлі: вона була побудована в 1897 році за проектом архітектора Йоганна Георга Поппе (Johann Georg Poppe1). Гіперінфляція 1920-х років ускладнила функціонування бібліотеки, яка стала 1927 року державною. У період із 1933 по 1936 рік з бібліотеки було вилучено 7000 томів як невідповідних націонал-соціалістичної ідеології.
У 1944 році бібліотечна будівля постраждала від бомбардувань; бібліотека змогла відновити свою роботу після повернення переміщених фондів у 1948 році. Низку фондів, що опинилися на території НДР або вивезені в СРСР (включаючи Бібліотеку Тбіліського університету), повернули після 1989 року.
До 1964 року бібліотека налічувала 350 000 томів. У 1965 році, коли було засновано університет Бремена, було ухвалено рішення, що майбутня університетська бібліотека буде частиною наявної державної бібліотеки. У 1975 році відкрилася нова бібліотечна будівля на території університетського містечка. У 2015 році бібліотеку відвідало близько 42 000 користувачів, які взяли на руки 2 122 975 книг. Близько 95 % усіх носіїв інформації, придбаних після 1966 року, включено до єдиного онлайн-каталогу.